# Franciszek Bardel

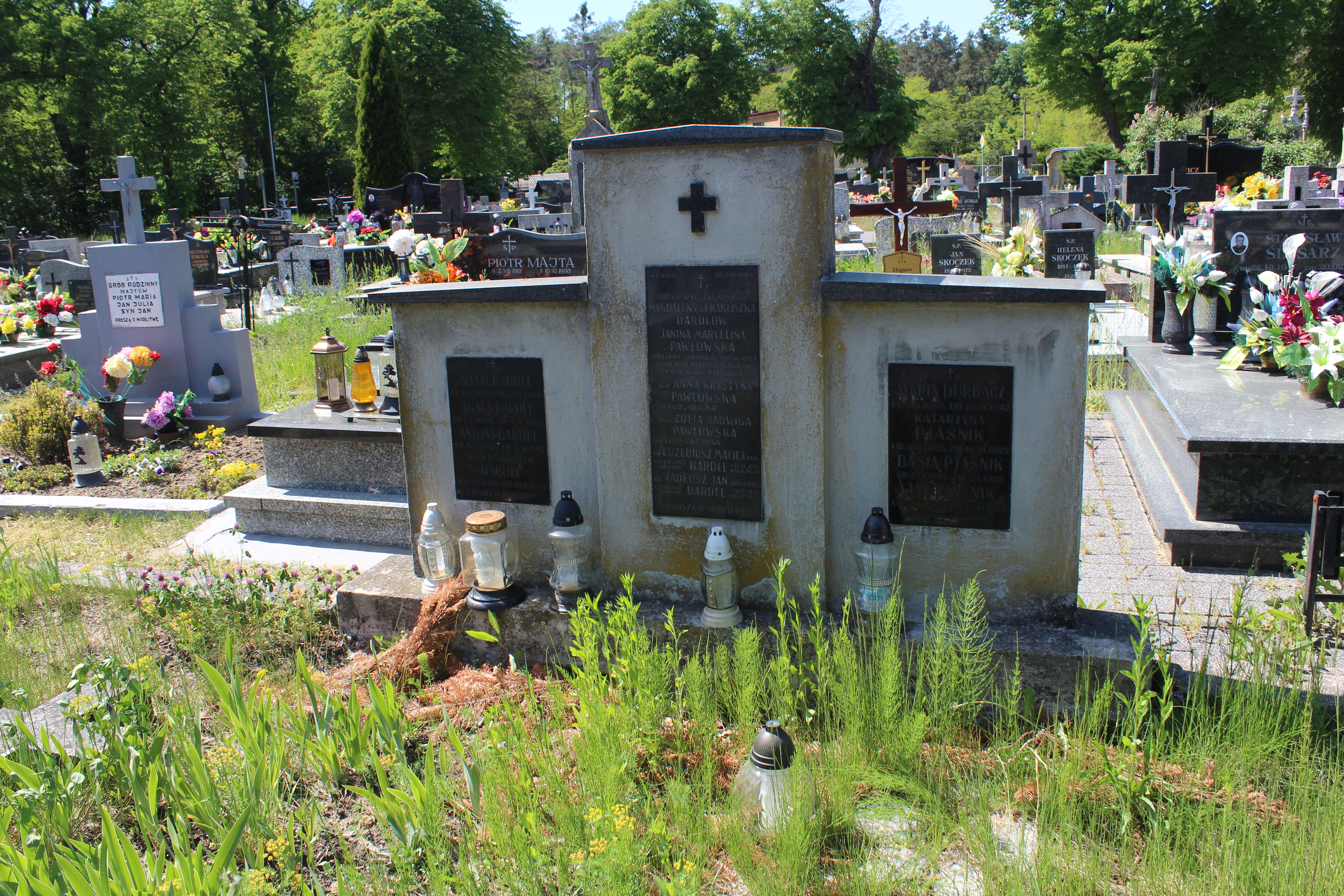
Grób Franciszka Bardla (kwatera E, rząd 2)

Franciszek Bardel (ur. 14 września 1869 w Mikluszowicach, zm. 10 listopada 1941 tamże) – polski prawnik, adwokat, polityk, od 1919 do 1920 minister rolnictwa i dóbr państwowych.

## Życiorys
Urodził się w rodzinie chłopskiej Adama Bardla oraz Agaty z domu Niedział. Naukę rozpoczął w gimnazjum w Bochni. W 1888 r. zdał matury w Krakowie kończąc III Gimnazjum w Krakowie. Następnie wstąpił do Seminarium Duchownego w Tarnowie i przez dwa lata studiował teologię. Po wystąpieniu z seminarium rozpoczął naukę na Uniwersytecie Jagiellońskim, gdzie studiował filozofię i prawo, z którego w 1895 uzyskał doktorat. Po ukończeniu studiów był adiunktem Archiwum Krajowego Akt Grodzkich i Ziemskich w Krakowie. Od 1902 do 1938 (z krótkimi przerwami) prowadził w Krakowie kancelarię adwokacką.
Od 1895 był działaczem Stronnictwa Ludowego, w którym w latach 1900–1903 był członkiem Rady Naczelnej, a od 1901 był członkiem Komitetu Wykonawczego. W 1903 związał się z Polskim Stronnictwem Ludowym „Piast”, gdzie do 1913 był członkiem Rady Naczelnej, był sekretarzem, a w latach 1919–1920 był wiceprezesem Zarządu Głównego PSL „Piast”. Był współzałożycielem tygodnika partyjnego "Piast".
W 1913 r. został wybrany posłem w ostatnich wyborach do galicyjskiego Sejmu Krajowego, będąc przedstawicielem z okręgu wielickiego.

### I wojna światowa i II Rzeczpospolita
Na początku wojny był członkiem Naczelnego Komitetu Narodowego. Od 1917 r. przeszedł do opozycji, aktywnie działając w galicyjskim Związku Międzypartyjnym. 2 września 1917 r. wygłosił deklarację o konieczności rozwiązania NKN.
Pod koniec 1918 r. został członkiem Polskiej Komisji Likwidacyjnej. W ramach jednoczenia części ruchu ludowego z zaboru rosyjskiego i austriackiego, Bardel został wiceprezesem Zarządu Głównego PSL - Piast.
Po odzyskaniu przez Polskę niepodległości, Bardel w 1919 r. został wybrany na posła na Sejm. Był współtwórcą tzw. Małej Konstytucji. Od 13 grudnia 1919 do 9 czerwca 1920 był ministrem rolnictwa i dóbr państwowych w rządzie Leopolda Skulskiego. Będąc ministrem rolnictwa, był współautorem ustawy o wykonaniu reformy rolnej z 1920. Podczas realizacji uchwały sejmowej z 10 lipca 1919 r. „w przedmiocie zasad reformy rolnej”, Bardel był postrzegany był jako zwolennik bardziej radyklanych korzyści dla chłopstwa. Żądał przejęcia przez państwo na potrzeby reformy rolnej nadwyżek z gospodarstw: o powierzchni od 60 do 180 ha, istniejących na terenach „gęsto zaludnionych”; posiadających areał ponad 180 ha, położonych w województwach utworzonych na terenie byłego Królestwa (wraz z województwem białostockim) oraz zaboru austriackiego; zajmujących powierzchnię ponad 400 ha na pozostałych terenach państwa polskiego. Ponadto proponował wywłaszczenie „rodzin panujących”. Argumentował, że celem szybko wprowadzanych zmian byłoby pozyskanie chłopów dla interesów państwa. Oprócz pełnienia funkcji ministra, kierował Komitetem Głównym Pomocy Rolnej, koordynującym działania analogicznych instytucji regionalnych powołanych w tym czasie na obszarze byłego Królestwa. Głównym zadaniem był dostarczanie rolnikom zbóż siewnych, nasion i ziemniaków. 
Jednym z poważnych problemów był przerost odłogów. Za kadencji Bardla opracowano przepisy, które w drodze rozporządzenia określały kompetencje Urzędu Zagospodarowania Odłogów. Zasady jego działania wzbudziły opór środowisk konserwatywnych, które postrzegały je jako odpowiadające interesom chłopskim. Minister rzeczywiście preferował interesy tej grupy, czego dowodem był okólnik ministerialny odbierający prawo dzierżawienia majątków państwowych przez właścicieli ziemskich i członków ich rodzin. Ustawa dotycząca zasad dzierżawienia niezagospodarowanych majątków rolnych została uchwalona przez sejm w marcu 1920 r.
Bardel popadł w konflikt z ministrem skarbu Władysławem Grabskim, o zarządzanie eksportem drewna. Utworzono kompromisowy urząd - Państwowy Urząd Eksportu Drewna. Bardel jako minister był krytykowany przez swój obóz polityczny, w związku z pracami nad ustawą parcelacyjną. Jednakże minister oraz rząd nie przetrwali, gdyż PSL - Piast wycofał swoich ministrów, ze względu na metody polityki zagranicznej gabinetu. Na skutek wycofania się ludowców rząd Skulskiego upadł.
Pod wpływem oskarżeń pod zarzutem nadużywania stanowiska ministra dla korzyści materialnych, kierowanych przez Macieja Rataja, 15 listopada 1921 roku Bardel zrzekł się mandatu poselskiego i w tym samym miesiącu ustąpił z władz partyjnych oraz wycofał się z życia publicznego. Jednakże dalej pozostawał czynnie związany z PSL - Piast. 
Bardel skupił się na prowadzenia kancelarii do 1938 r., gdy doznał wylewu krwi, po którym nie odzyskał w pełni władz umysłowych. Zmarł 10 listopada 1941 w Mikluszowicach i został pochowany w rodzinnym grobowcu na cmentarzu Parafii św. Jana Chrzciciela (kwatera E, rząd 2)

## Okres sprawowania urzędu ministra
- 13.12.1919 - 9.06.1920[3]
- p.o. 9.06- 23.06.1920

## Rodzina
W 1893 Franciszek Bardel poślubił Magdalenę Cichą, z którą miał  czworo dzieci:
- Janina Marcelina - poślubiła Roberta Pawłowskiego.
- Euzebiusza Waleriana Macieja (ur. 1895) – doktora praw, żołnierza Legionów Polskich, uczestnika kampanii wrześniowej, który po wojnie udał się na emigrację do Londynu,
- Zbigniew Wojciech - właściciel majątku Komorowice, ukończył Akademię Rolniczą w Dublanach. Wywieziony do Niemiec przeżył wojnę.
- Tadeusz Jan – który został wywieziony przez Niemców do Bawarii, gdzie zginął.

## Publikacje
- Miasto Podgórze, jego powstanie i pierwszych 50 lat istnienia, Kraków 1901
- Cechy piekarzy krakowskich w czasach Rzeczypospolitej Polskiej, Kraków 1901
- Dziesięć lat sokolstwa w Podgórzu, Podgórze, około 1902
- O ustawie gminnej dla wsi w Polsce, Kraków, 1924